# Subway Vigilante
Subway Vigilante è un videogioco picchiaduro ambientato nella metropolitana di Londra, pubblicato nel 1989 per gli home computer Acorn Electron, Amstrad CPC, BBC Micro, Commodore 64 e ZX Spectrum da Players Premier, etichetta a basso costo dell'editrice britannica Interceptor Micros. 
Ritenuto da Computer and Video Games 93 (versione Amstrad) un'imitazione di Renegade, ricevette recensioni più o meno negative (Amstrad e Spectrum) soprattutto per la poca manovrabilità del personaggio.

## Modalità di gioco
Il giocatore controlla un giustiziere a mani nude che si aggira per le stazioni della metropolitana, mostrate con visuale isometrica e invase da criminali vari. Lo scopo è eliminare tutti i nemici, che hanno generalmente l'aspetto di punk o skinhead e possono essere anch'essi a mani nude oppure armati, alcuni anche con armi da fuoco.
Nella maggior parte delle versioni il giustiziere può camminare in tutte le direzioni e combattere con cinque mosse possibili comprendenti pugni, calci, gomitate e testate. Su Amstrad e Spectrum ci sono tre livelli con scorrimento orizzontale in entrambi i sensi e boss finali. Su Electron e BBC i livelli sono a schermata fissa.
La versione Commodore 64 è quella che si differenzia maggiormente: il giustiziere si muove solo in orizzontale, può saltare e abbassarsi e ha tre tipi di pugni e calci. Ogni stazione è a schermata fissa e il giocatore può spostarsi liberamente dall'una all'altra prendendo uno dei treni che passano frequentemente. Alla base dello schermo appare una mappa delle 15 stazioni che mostra la posizione attuale del giustiziere e dei criminali; quando sale sul treno il giocatore può scegliere a quale delle stazioni adiacenti andare.